# Neulust
Zřícenina loveckého zámečku Neulust (též Theresienlust) stojí uprostřed bývalého francouzského parku asi 11 km na severozápad od města Vysoké Mýto, nedaleko silnice spojující Uhersko s Trusnovem, na okraji PR Bažantnice. Zmíněnou silnici kopíruje turistická značená trasa 4239 z Uherska do Kostelce nad Orlicí a cyklotrasa 4237 z Uherska na Trusnov, z níž se u zámečku odděluje odbočka k rybníku Lodrant.

## Historie
Lovecký zámeček nechal v rokokovém stylu roku 1790 postavit majitel chroustovického panství Filip Kinský a pojmenoval jej po své ovdovělé sestře Terezii. V roce 1823 se novým majitelem panství stal Karel Alexander Thurn-Taxis, za něhož zámek zchátral. V polovině 19. století byla zbořena boční křídla, roku 1906 i středová budova a křídlo s kuchyní.

## Popis
Šlo o patrovou věžovitou stavbu o půdorysu osmiúhelníku se šindelovou střechou a čtveřicí křídel. V přízemí a patře středové budovy se nacházel sál. Ve třech bočních křídlech byly dva pokoje, ve čtvrtém křídle se nacházela kuchyně. Do současnosti se dochovaly zbytky zdí a sklepy.